# Legión Anticomunista del Caribe
Legión Anticomunista del Caribe foi uma organização paramilitar criada em 1959 na República Dominicana por ordem do ditador Rafael Trujillo com a finalidade de invadir Cuba e derrubar o governo de Fidel Castro.

## Origem
Em 1959, imediatamente após Fulgencio Batista ser deposto pela Revolução Cubana, foi organizado o movimento para efetuar uma contra-ofensiva. O primeiro a fornecer financiamento, infra-estrutura e homens foi o ditador dominicano Rafael Trujillo ao criar a Legión Anticomunista del Caribe.

## Ações militares
Em junho de 1959, cerca de três centenas de homens (150 espanhóis, 100 cubanos e o restante croatas, alemães e gregos) eram treinados em uma base aérea na República Dominicana. Naquele mesmo mês, Cuba enviou uma expedição de 200 guerrilheiros cubanos e dominicanos comandados por Delio Gómez Ochoa  que invadiram a República Dominicana, porém seriam aniquilados pelas tropas dominicanas.
Em resposta Rafael Trujillo acelerou os planos para invadir Cuba. Um dos jovens soldados da Legión, Félix Ismael Rodríguez, que mais tarde tornou-se famoso por ser o agente da CIA que participou da captura e do assassinato de Ernesto Che Guevara na Bolívia, relata da seguinte maneira suas memórias daquela época:
El 4 de julio del 59 todavía no me había graduado de High School en este país y pues me movilicé a República Dominicana y nuestro primer entrenamiento fue en una Base Naval que se llamaba la Base Naval de Calderas. De ahí fue donde salió la primera invasión de cubanos a Cuba.
Em agosto de 1959, Trujillo ordenou a invasão de Cuba com a Legión Anticomunista del Caribe. A operação terminou em desastre. Fidel Castro havia se antecipado a invasão e enviado os chefes militares da antiga Segunda Frente Nacional de Escambray, Eloy Gutiérrez Menoyo, e o estadunidense William Alexander Morgan, que fizeram Trujillo acreditar que estavam dispostos a apoiar uma invasão dominicana que conduziria uma insurreição anticastrista na zona de Escambray.  Por essa razão Trujillo escolheu para o desembarque aéreo que iniciou a invasão, a zona de Trinidad, ao sopé das montanhas de Escambray. O exército cubano estava à espera da Legión Anticomunista capturando todos os seus integrantes. Rodríguez evitou sua prisão porque havia permanecido na República Dominicana.